# Walter II. Avesneský
Walter II. Avesneský (1170–1244) byl pánem z Avesnes, Leuze a z Condé a Guise a díky sňatku s Markétou z Blois se stal hrabětem z Blois a Chartres. Byl synem Jakuba Avesneského a Adèle, paní z Guise.
Walter bojoval po boku hraběte Ferdinanda Flanderského v bitvě u Bouvines v roce 1214, poté odešel bojovat do Svaté země. Zajat, byl vykoupen templářskými rytíři a v roce 1218 pomohl postavit Poutní hrad, přičemž na jeho stavbu věnoval 1 000 saracénských bezantů.
S příjmy z pozemků rodu Guise začal pracovat na modernizaci svých hradů. Postavil také hrad Englancourt, který mu umožňoval mít pod kontrolou cestu přes Henegavské hrabství.

## Rodina
Walter si vzal Markétu, hraběnku z Blois a Chartres, dceru Teobalda V., hraběte z Blois a Chartres, a Alix Francouzské. Jejich děti:
- Teobald, zemřel mladý
- Marie, hraběnka z Blois († 1241), se provdala za Huga I., hraběte z Blois (1196–1248)
- Izabela, se provdala za Jana, pána z Oisy a Montreuil